# Бочилово (посёлок)
Бо́чилово — посёлок в составе Шальского сельского поселения Пудожского района Республики Карелия.

## Общие сведения
Расположен на берегу реки Водла.

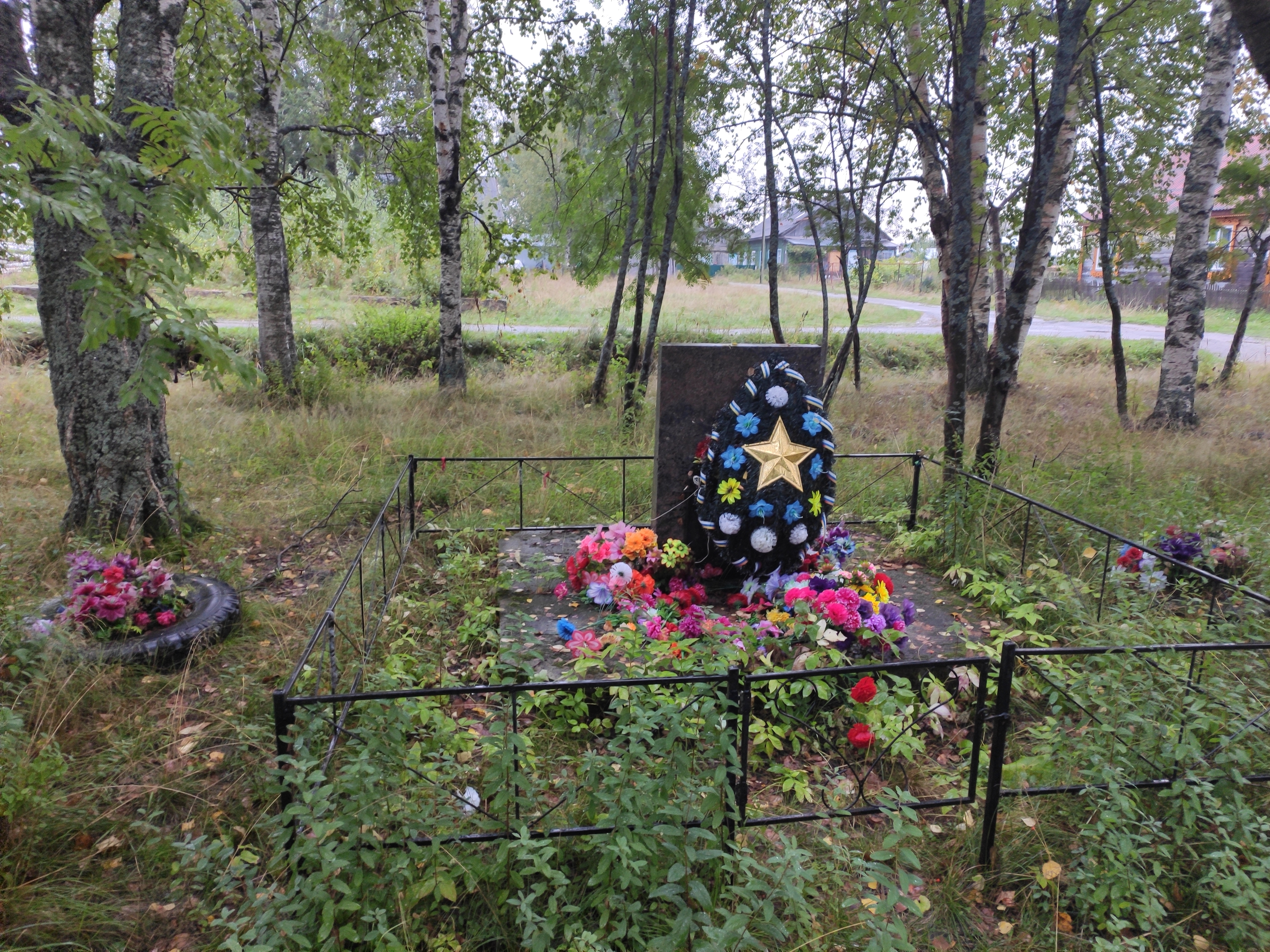
Братская могила,

В посёлке находится памятник истории — братская могила советских воинов, погибших в годы Советско-финской войны (1941—1944).

## Население
| 2002 | 2009 | 2010 | 2013 |
| ---- | ---- | ---- | ---- |
| 15   | ↗633 | ↘463 | ↗469 |

## Улицы
- ул. Комсомольская
- ул. Красноармейская
- ул. Лесная
- ул. Набережная
- ул. Новая
- ул. Речная